# Променливи разходи
Променливите разходи са разходи, които се променят в зависимост от броя произведени и продадени обекти. 

## Пример
За собственици на автомобили, разходите за гориво са променливи разходи, тъй като зависят от броя пропътувани километри. 